# Aleksander Hangerli
Aleksander Hangerli (rum. Alexandru Hangerli; zm. 1854) – hospodar Mołdawii w roku 1807.
Był bratem hospodara wołoskiego Konstantyna Hangerliego. Poślubił córkę hospodara Grzegorza Callimachiego. Od 1798 wielki ban Oltenii, pełnił później również inne funkcje na dworze wołoskim oraz sułtańskim. W 1807, podczas wojny rosyjsko-tureckiej został mianowany hospodarem mołdawskim, lecz już po kilku miesiącach, wobec porażek tureckich na froncie, został odwołany przez Wysoką Portę.